# GSM-R

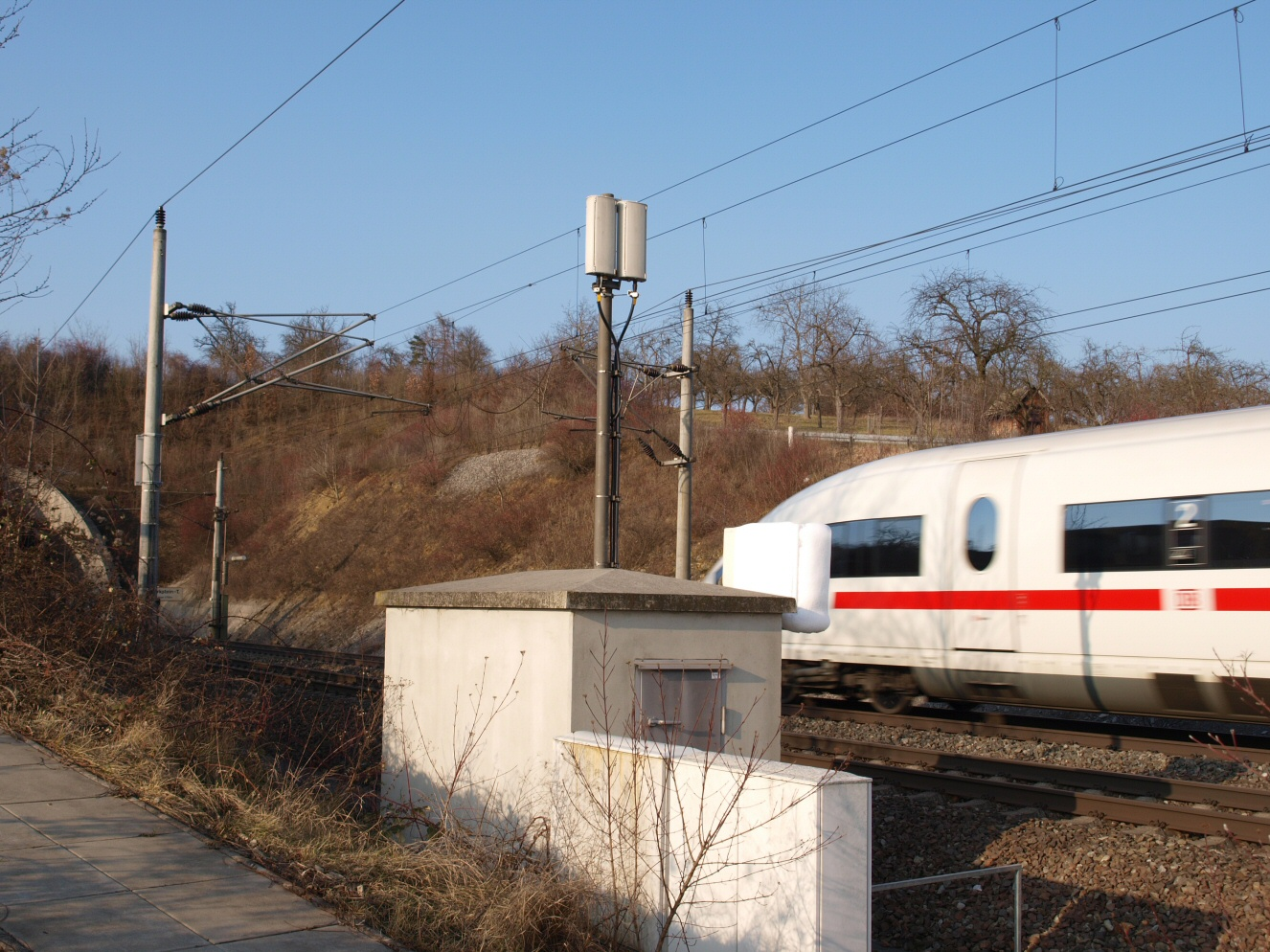
Antena del sistema GSM-R en una línia d'alta velocitat a Alemanya.

El  GSM-R  (de « GSM-Railway »,  GSM-Ferrocarril ) és un sistema de comunicació digital sense fil desenvolupat específicament per a la comunicació ferroviària. Proveeix als trens de radiotelefonia i línia de dades.

## Història
La majoria d'empreses ferroviàries disposaven de sistemes de radiotelefonia analògica per a la comunicació amb els seus trens. La necessitat de millora, gràcies a la tecnologia digital, i d'establir sistemes unificats per a trens que circulen al llarg de la Unió Europea i altres trens, va portar a la creació del sistema GSM- R. El seu desenvolupament és paral·lel al del sistema ERTMS.

## Funcionament
El GSM-R es basa en la tecnologia GSM, àmpliament desenvolupada per a la telefonia mòbil. No obstant això, disposa d'una banda de freqüència separada: entre 876 MHz i 880 MHz al canal de pujada i 921 MHz a 925 MHz al canal de baixada, el que permet evitar qualsevol tipus d'interferència intrabanda amb les xarxes GSM públiques. El seu cost és baix en relació amb altres sistemes. El sistema disposa de diverses antenes situades al llarg de la via que es comuniquen amb els trens, situades de manera que la cobertura sigui total, inclòs en els túnels. Es garanteix el seu correcte funcionament per trens que circulen fins a 500 km/h.

## Ús
El GSM-R es fa servir per a diverses coses:
- A manera de balisa mòbil, enviant contínuament la posició del tren al Control de Trànsit Centralitzat (CTC). Aquesta tecnologia es fa servir principalment en el sistema de senyalització ERTMS - ETCS. Gràcies a aquesta tecnologia, en l'últim dels seus nivells d'implantació seria possible eliminar tota mena de senyals i balises, ja que el sistema enviaria constantemnete informació al tren, els cantons serien dinàmics i els marcaria el tren a funció de la seva velocitat, distància amb la resta dels combois, etc., enviant a la resta dels trens la velocitat màxima a la qual poden circular per evitar qualsevol col·lisió.
- Com a sistema de radiotelefonia

La tecnologia GSM-R ja està parcialment implantada en nombrosos països europeus: Espanya, França, Regne Unit, Alemanya, Països Baixos, Suïssa, Suècia, Noruega, Finlàndia i altres. També està introduint igualment a la resta del món, per exemple, a la Xina, Índia o Aràbia Saudita.

### Espanya
En el cas d'Espanya el GSM-R es fa servir en les línies d'alta velocitat i s'ha implantat així mateix en nuclis de rodalia i algunes línies de llarg recorregut de la xarxa convencional.
La funcionalitat en cadascuna de les línies o nuclis implantats és diferent. Mentre que en línies d'alta velocitat s'utilitzen les funcionalitats de comunicació i ERTMS, en algunes altres línies funciona simplement com a comunicació, en combinació amb sistemes de senyalització ASFA o d'altres tipus.
En altres línies se segueix utilitzant el sistema analògic anterior conegut com a Tren-terra.